# Lactogal

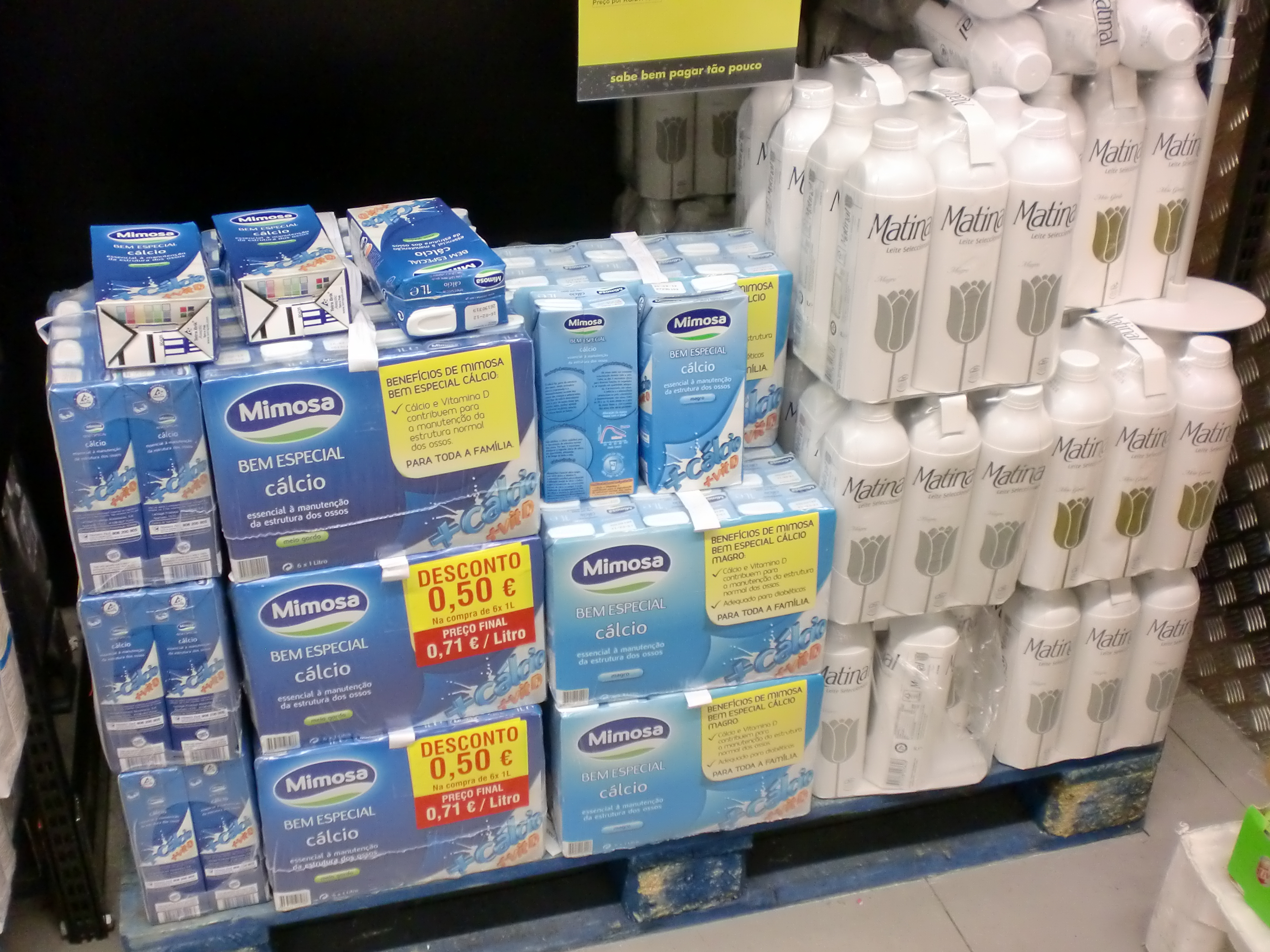
Marcas do grupo Lactogal

A Lactogal Produtos Alimentares S.A. é uma empresa Portuguesa que fabrica lacticínios e derivados.
Constituída em 1996 pela fusão da AGROS - União das Cooperativas de Produtores de Leite de Entre Douro e Minho e Trás-os-Montes, UCRL, a LACTICOOP - União das Cooperativas de Produtores de Leite entre Douro e Mondego, UCRL, e a PROLEITE/MIMOSA S.A.
Actualmente é líder no sector lácteo em Portugal, com uma quota de mercado superior a 60%.

## Marcas associadas
O universo de produtos Lactogal tem vindo a crescer, sendo constituído por leite, iogurtes, queijos, manteigas, natas, águas e sumos. As marcas que fazem parte do portfólio da Lactogal são: Agros, Mimosa, Gresso, Adagio, Matinal, Castelões, Vigor, Pleno, Primor, Serra da Penha, Fresky, Milhafre dos Açores e Serra Dourada. 

## Ligações
- Lactogal
- Lactogal investe 50 M€ numa fábrica em Oliveira de Azeméis in Diário Digital

1. ↑  «Lactogal Produtos Alimentares S.A. | LinkedIn». pt.linkedin.com. Consultado em 2 de março de 2024